# 30 Days
30 Days é um reality show, no qual, em cada episódio, o apresentador Morgan Spurlock (ou outra pessoa) passará trinta dias em convivência com algum tema (e.x. trabalhar em um supermercado, estar em uma prisão, viver como um muçulmano, etc.) enquanto discute problemas sociais relacionados.

## Episódios

### Primeiro episódio
No primeiro episódio chamado Minimum Wage, Morgan Spurlock e sua mulher e Alex, vivem durante trinta dias no subúrbio de Columbus em Ohio, tentando sobreviver com apenas um salário mínimo ($5,15 por hora). Eles não possuem acesso à empréstimos ou a cartões de crédito e vivem em um apartamento em que seu aluguel custa pouco menos que o salário de ambos combinados por durante uma semana.
Algumas regras são adotadas:
1. Eles devem ser remunerados com um salário mínimo no trabalho que encontrarem.
2. Eles devem começar o desafio com apenas o salário mínimo pago de uma semana (aproximadamente $300,00).
3. Eles devem se livrar de todos os cartões de crédito e qualquer outro dinheiro.

### Quinto episódio
No quinto episódio chamado Unplugged (30 Days), dois funcionários de casas noturnas nos Estados Unidos, que são dependentes nas facilidades urbanas, devem viver em uma vila ecológica durante trinta dias com tais regras:
1. Eles devem deixar o carro e qualquer coisa que necessite de eletricidade.
2. Eles devem se empenhar no trabalho manual.
3. Eles devem reciclar tudo, incluso os dejetos humanos.

Com o tempo os "urbanóides" aprendem o quanto é importante ser ecológico e como podem fazer para reduzir seus gastos em casa.